# Lonas annua
Lonas annua là một loài thực vật có hoa trong họ Cúc. Loài này được (L.) Vines & Druce mô tả khoa học đầu tiên năm 1914.